# 23 Korpus Strzelecki (ZSRR)
23 Korpus Strzelecki (ros. 23-й стрелковый корпус)  – wyższy związek taktyczny Armii Czerwonej.
W 1939 roku wchodził w skład 4 Armii i wraz z wojskami III Rzeszy i Słowacji od 17 września brał udział w ataku na Polskę. 
W lipcu 1941 roku w Zakaukaskim Okręgu Wojskowym na bazie 23 Korpusu Strzeleckiego utworzono 45 Armię.

## Dowództwo korpusu
Dowodcy:
- kombrig Stiepan Akimow[2]

Szefowie sztabu:
- płk Andriej Charitonow[2]

## Struktura organizacyjna
Skład w 1939 roku:
jednostki korpuśne oraz
- 52 Dywizja Piechoty
- 55 Dywizja Piechoty
- 122 Dywizja Piechoty